# Boletellus
Boletellus es un género de hongos setas de la familia Boletaceae. Se distribuyen por todo el mundo, aunque son más abundantes en regiones subtropicales. Incluye alrededor de 50 especies. 
El género fue descrito por el micólogo Murrill en 1909 y el nombre del género Boletellus significa "pequeño Boletus". Algunas especies de Boletellus son setas comestibles.

## Especies
Contiene las siguientes especies:
- Boletellus ananaeceps
- Boletellus ananas
- Boletellus badiovinosus
- Boletellus belizensis
- Boletellus cardinalicus
- Boletellus cerasinus
- Boletellus chrysenteroides
- Boletellus cubensis
- Boletellus cyanescens
- Boletellus deceptivus
- Boletellus dissiliens
- Boletellus dicymbophilus
- Boletellus domingensis
- Boletellus elatus
- Boletellus emodensis
- Boletellus episcopalis
- Boletellus exiguus
- Boletellus fibuliger
- Boletellus flocculosipes
- Boletellus immutabilis
- Boletellus intermedius
- Boletellus jalapensis
- Boletellus lepidosporus
- Boletellus linderi
- Boletellus longipes
- Boletellus obscurecoccineus
- Boletellus piakaii
- Boletellus pictiformis
- Boletellus pleurigibbus
- Boletellus pseudochrysenteroides
- Boletellus pustulatus
- Boletellus radiatus
- Boletellus reminiscens
- Boletellus rubrolutescens
- Boletellus rubroviolaceus
- Boletellus rufescens
- Boletellus russellii
- Boletellus sinapipes
- Boletellus singerii
- Boletellus squamatus
- Boletellus squamosus
- Boletellus umbrinellus
- Boletellus velutinus
- Boletellus verrucarius
- Boletellus violaceiporus
- Boletellus violaceus
- Boletellus viscidipes
- Boletellus viscosus
- Boletellus xerampelinus
- Boletellus yunnanensis
- Boletellus zelleri

## Galería

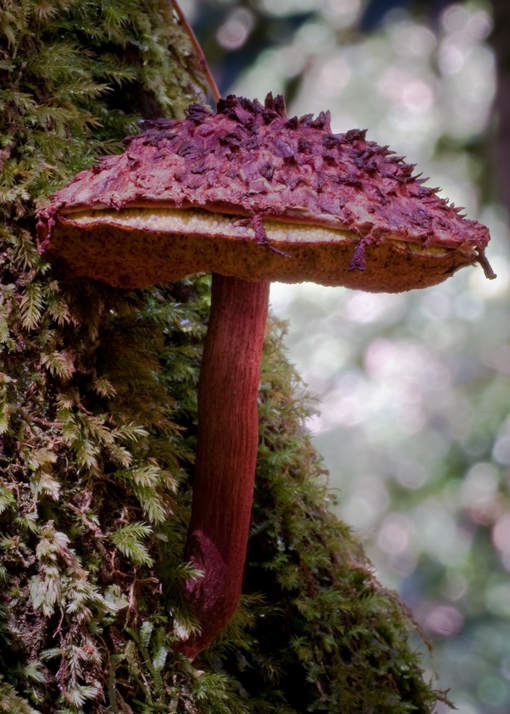
Bolettellus emodensis
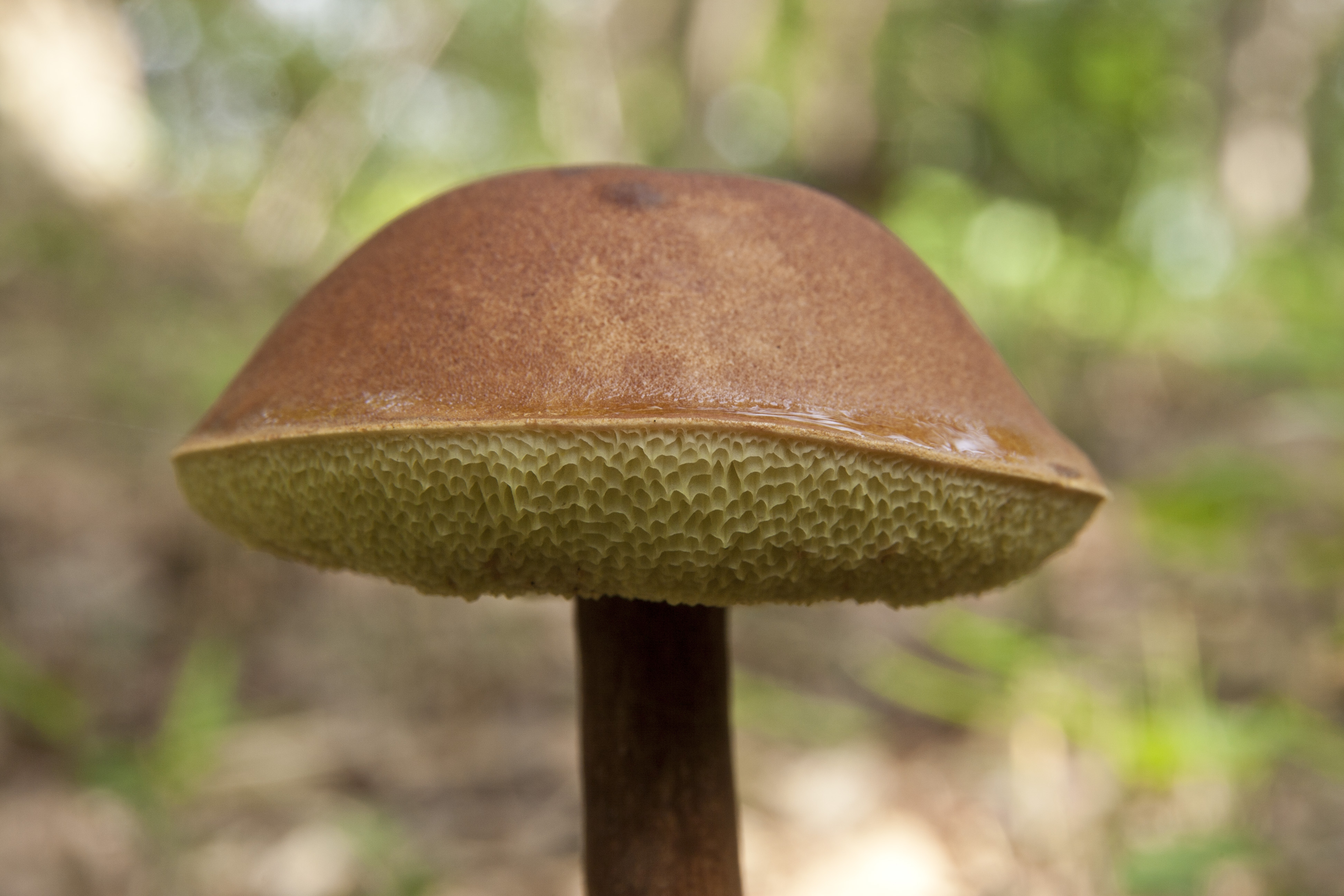
Boletellus elatus
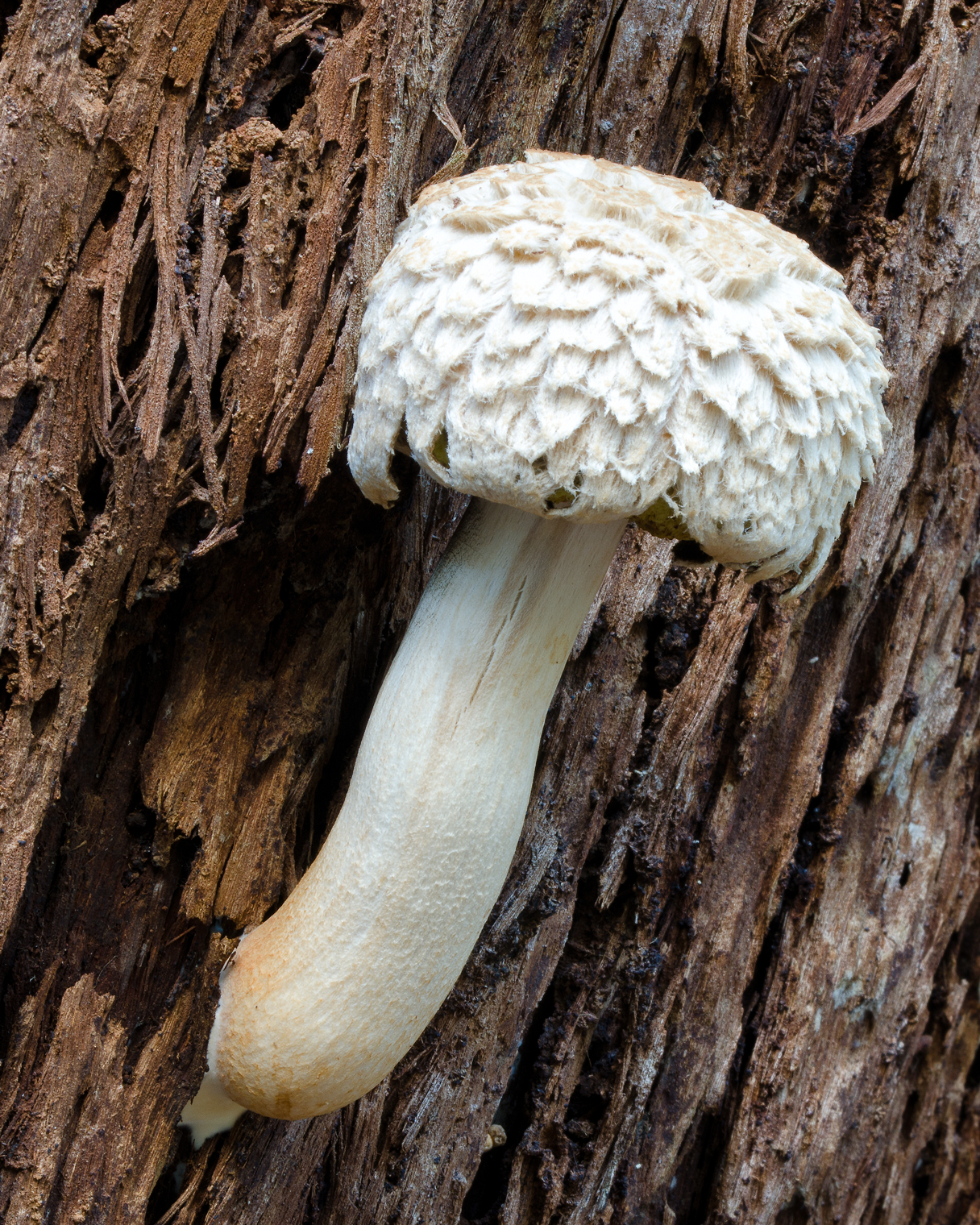
Boletellus dissiliens
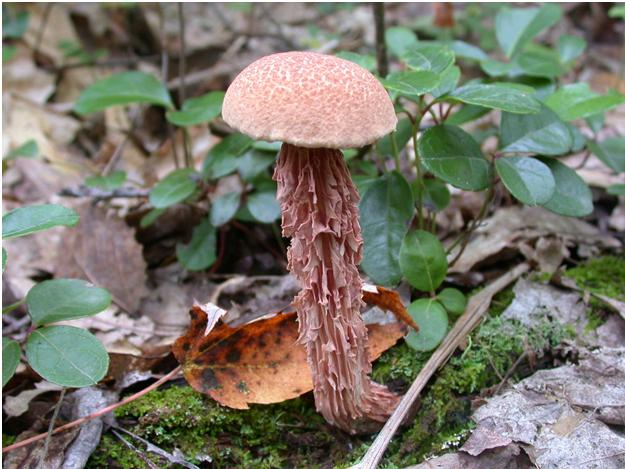
Boletellus russelli
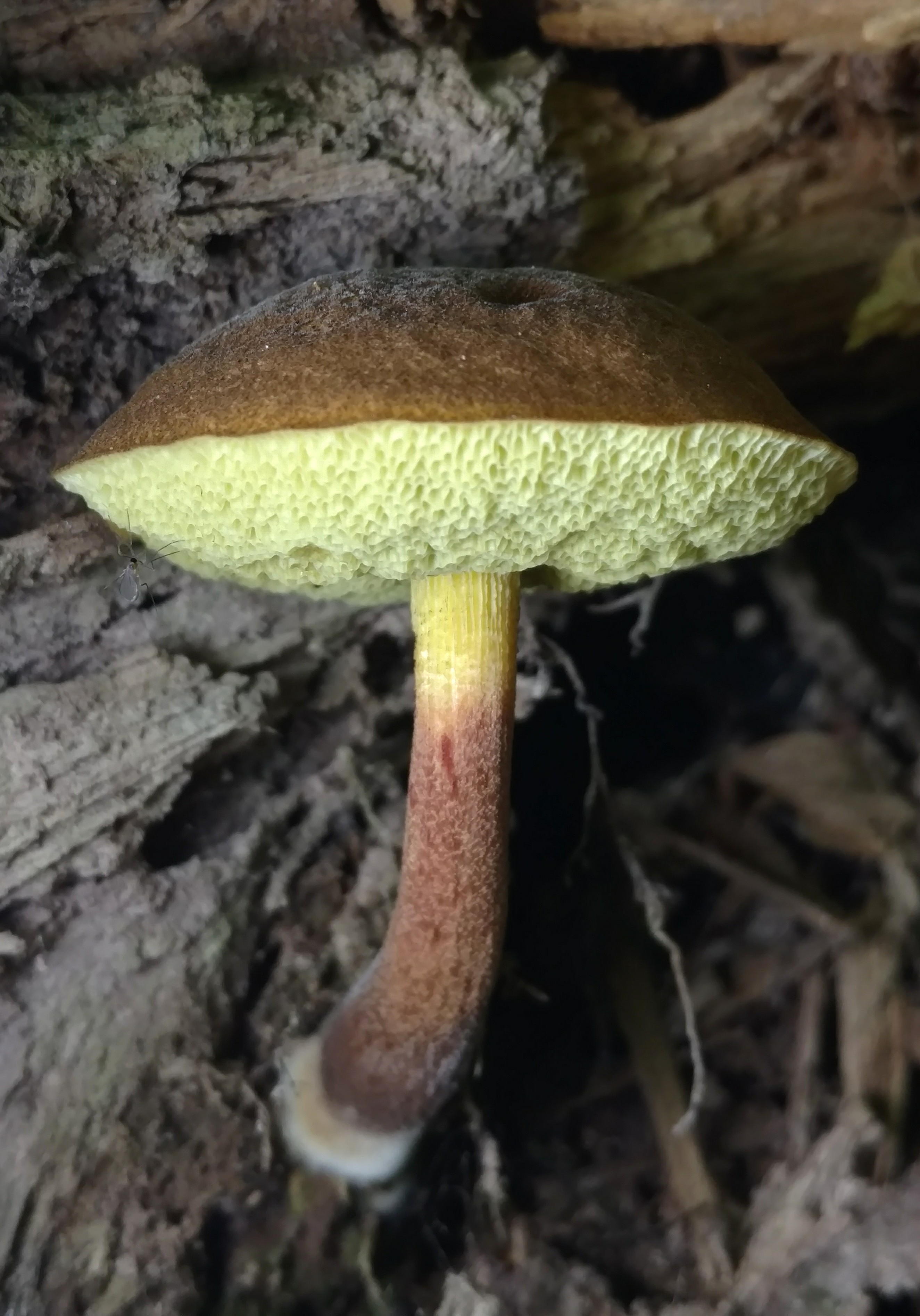
Boletellus chrysenteroides